# Halldis Moren Vesaas

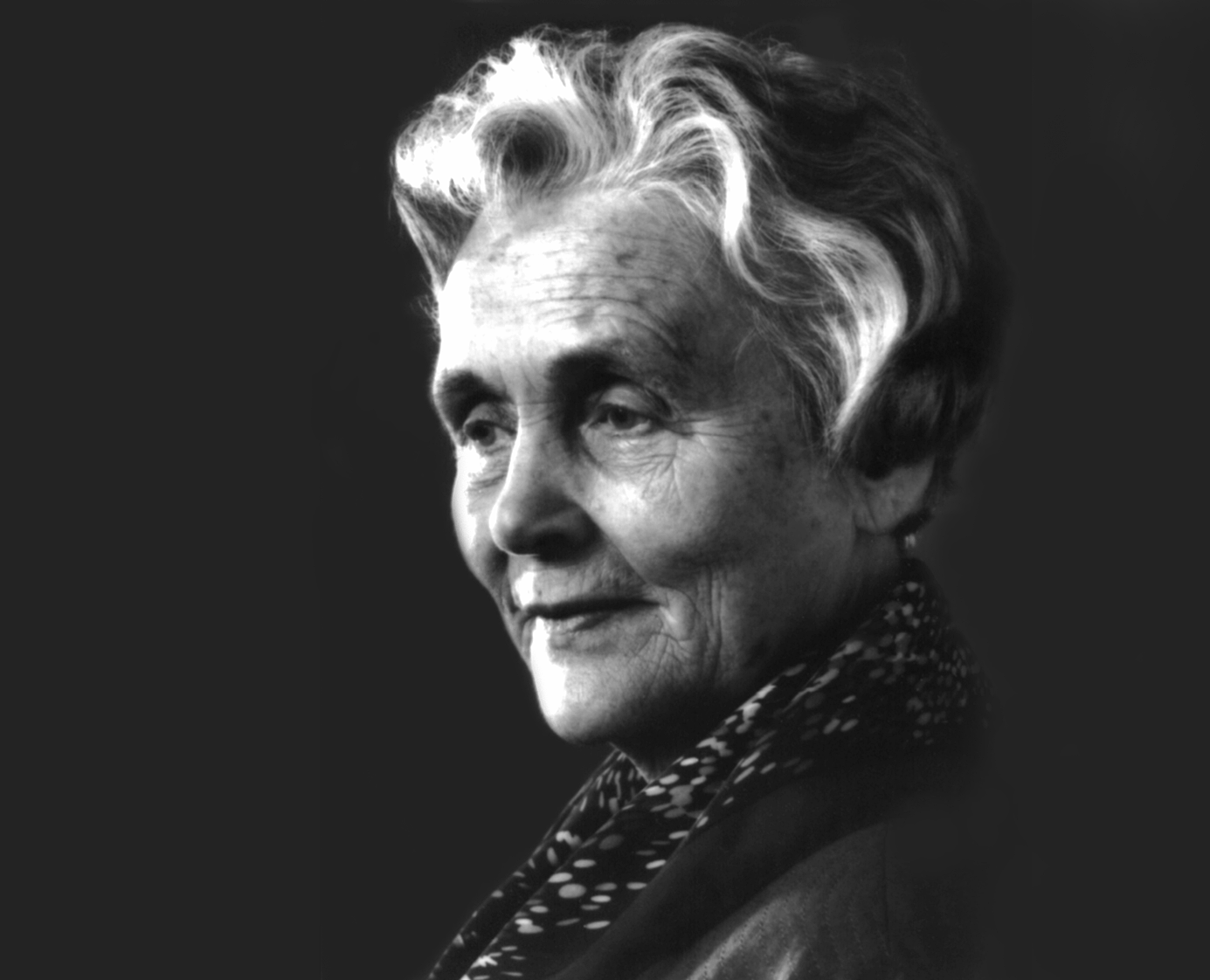
Halldis Moren Vesaas

Halldis Moren Vesaas (* 18. November 1907 in Trysil als Halldis Moren; † 8. September 1995 in Oslo) war eine norwegische  Schriftstellerin, die vor allem als Lyrikerin hervorgetreten ist.

## Leben

### Herkunft
Vesaas wurde 1907 als Tochter des Schriftstellers Sven Moren (1871–1938) und Gudrid Breie (1880–1963) in Trysil geboren. Sie wuchs in einer landwirtschaftlich geprägten Umgebung in Ostnorwegen auf. Vesaas schloss 1928 ihre Ausbildung zur Lehrerin ab, die sie aber nur kurz zwischen 1941 und 1943 bei ihrer Anstellung an der Volksschule in Vinje benötigte. Nach dem Ende ihrer Zeit an der Lehrerschule in Elverum begann sie stattdessen als Bürofrau in Oslo zu arbeiten, wo sie junge Künstler wie etwa Kai Fjell kennenlernte. Vesaas verließ Norwegen, um von 1930 bis 1933 als Sekretärin bei der norwegischen Vertretung in der Schweiz zu arbeiten. Bei ihrem Aufenthalt lernte sie Französisch und begann sich mit europäischer Literatur zu beschäftigen. Im Jahr 1934 heiratete sie den Schriftsteller Tarjei Vesaas.

### Erste Veröffentlichungen
1929 veröffentlichte sie ihr Debüt, die Gedichtsammlung Harpe og dolk, die von der Freude am Leben geprägt war. Vesaas gilt allgemein als erste norwegische Lyrikerin, da zwar bereits vor ihr Frauen Gedichtbände veröffentlichten, sie aber jeweils hauptsächlich in anderen Literaturgenres tätig waren. Zudem schrieb sie – für ihre Zeit ungewöhnlich – ihre Liebesgedichte so, dass die Frauen nicht als Objekt für die Liebe der Männer dienten, sondern die liebenden Personen waren. Bereits im darauffolgenden Jahr veröffentlichte Vesaas einen neuen Gedichtband, Morgonen. Einige der Werke daraus gefielen ihr später jedoch nicht mehr, weshalb sie auch nicht mehr wollte, dass sie vorgetragen werden. In den Jahren 1935 und 1938 veröffentlichte sie die Kinderbücher Du får gjera det du und Den grøne hatten.

### Nach 1945
Nach dem Ende des Zweiten Weltkriegs waren ihre Gedichte nicht mehr so stark von Lebensfreude geprägt wie noch in ihrer Anfangszeit. Zudem wurden ihre Gedichte häufiger reimfrei. Im Jahr 1949 veröffentlichte sie den Jugendroman Tidleg på våren, der eine höhere Auflage als ihre vorherigen Kinderbücher erlangte und in verschiedene Sprachen übersetzt wurde. Sie erhielt dafür vom norwegischen Kirchenministerium einen Preis für das beste Kinderbuch.
Vesaas erhielt in der Nachkriegszeit mehrere Aufträge, um Bühnenklassiker für den Verlag Det Norske Samlaget und das Osloer Theater Det Norske Teatret nachzudichten. So schrieb sie etwa neue Fassungen für Romeo und Julia sowie Phèdre. Für letztere erhielt sie im Jahr 1961 den Bastianpreis, der jährlich für herausragende Übersetzungen verliehen wird.
Neben den Gedichten verfasste Vesaas auch Prosawerke. Im Jahr 1951 veröffentlichte sie die Biografie Sven Moren og heimen hans, in der sie das Leben ihres Vaters schilderte. 1974 und 1976 gab sie Bücher heraus, in denen sie über das Leben gemeinsam mit ihrem Ehemann Tarjei Vesaas schrieb, der 1970 verstorben war: I Midtbøs bakkar und Båten om dagen. Einige Jahre nach Tarjei Vesaas Tod begann sie eine Beziehung mit dem Schauspieler Gisle Straume.

### Mitgliedschaft in Organisationen
Vesaas saß von 1952 bis 1967 im Norsk språknemnd, dessen Aufgabe es war, Richtlinien zu verfassen, um die beiden norwegischen Schriftsprachen Bokmål und Nynorsk in Rechtschreibung und Terminologie anzunähern. In der Zeit zwischen 1949 und 1969 war sie Mitglied im Vorstand des staatlichen Tourneetheaters Riksteatret. Auch im norwegischen Kulturrat gehörte sie von 1965 bis 1973 dem Vorstand an.

## Auszeichnungen
- 1960: Doblougprisen
- 1961: Bastianpreis
- 1982: Norsk kulturråds ærespris[1]
- 1984: Sankt-Olav-Orden (Komtur)
- 1994: Brageprisens hederspris

## Werke (Auswahl)
Vesaas schrieb ihre Werke in der selteneren der beiden norwegischen Schriftsprachen, nämlich nynorsk.

### Lyrik
- 1929: Harpe og dolk
- 1930: Morgonen
- 1933: Strender
- 1936: Lykkelege hender
- 1945: I Tung tids tale
- 1947: Treet
- 1955: I ein annan skog
- 1995: Livshus

### Kinder- und Jugendbücher
- 1935: Du får gjera det du
- 1938: Den grøne hatten
- 1942: Hildegunn
- 1949: Tidleg på våren

### Weitere
- 1951: Sven Moren og heimen hans (Biografie)
- 1974: I Midtbøs bakkar (Memoiren)
- 1976: Båten om dagen (Memoiren)